# Segunda División B
Segunda B är Spaniens tredje högsta division i fotboll. Divisionen startades säsongen 1928/1929. Då spelade endast 10 lag i divisionen. Idag spelar 80 lag som delas in i fyra grupper med 20 lag i varje grupp. De fyra bästa lagen från varje grupp alltså 16 lag kommer att få kvala för att avgöra vilka fyra lag som kommer att ersätta de fyra lagen som flyttas ned från Segunda División.